# 마라우에주

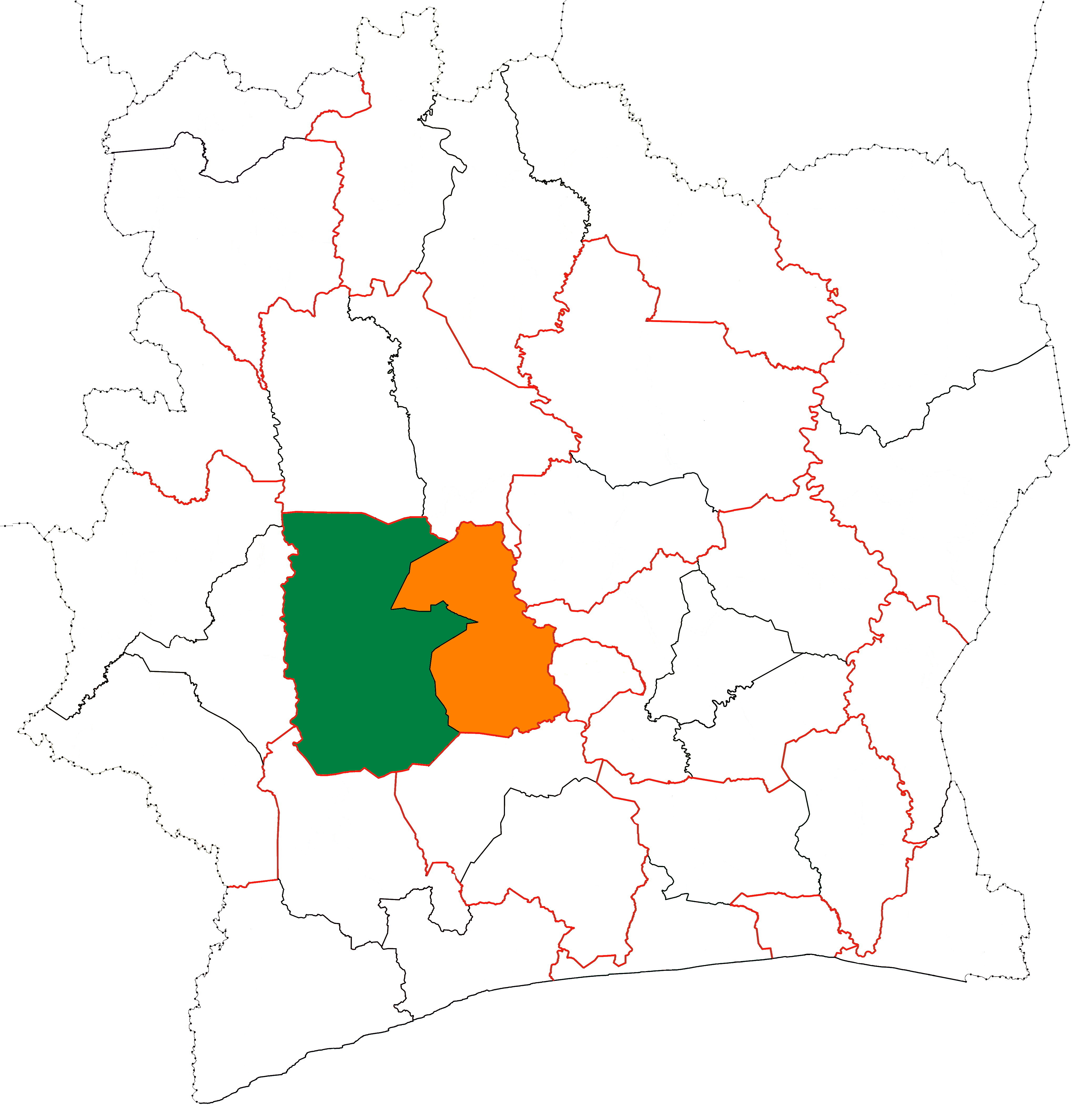
코트디부아르 지도에 표시된 사산드라마라우에구(녹색+주황색)와 오사산드라주(녹색)의 위치

마라우에주(프랑스어: Marahoué)는 코트디부아르 사산드라마라우에구의 주 가운데 하나이다. 주도는 부아플레이며 면적은 8,500km2, 인구는 651,700명(2002년 기준)이다. 3개 도(부아플레도, 신프라도, 주에눌라도)를 관할한다.